# Takao Nishiyama
Pour les articles homonymes, voir Nishiyama.
Takao Nishiyama (西山 孝朗, Nishiyama Takao, né le 7 janvier 1942) est un footballeur japonais.